# Polizeiruf 110: Zerstörte Hoffnung
Zerstörte Hoffnung ist ein deutscher Kriminalfilm von Peter Hagen aus dem Jahr 1991. Der Fernsehfilm erschien als 145. Folge der Filmreihe Polizeiruf 110.

## Handlung
Seit längerer Zeit ist die Polizei um Oberkommissar Jürgen Hübner und Kommissar Lutz Zimmermann Vandalen auf der Spur, die in einem Neubaugebiet unter anderem Telefonzellen mutwillig zerstören. In dieser Nacht wird die fünfte zerstörte Telefonzelle gemeldet, es häufen sich zudem Anzeigen von Vandalismus an Autos und zerschlagenen Reklametafeln. Hinter allem steckt die Clique um Anführer Schnalle, zu der außerdem Alexander, Sioux und die Mädchen Sabine und Grit gehören. Alle haben individuelle Probleme in der Familie: Schnalle wurde von seinen Eltern rausgeworfen und haust nun in einer heruntergekommenen Wohnung. Alexander wächst bei seiner Mutter auf und macht eine Lehre auf der Baustelle, doch ist es seine Mutter, die den Jungen stets entschuldigt und selbst bei einem Kater eine Erkrankung Alexanders angibt. Sioux hat eine zerrüttete Familie und Sabine einen Vater, der ihr hörig ist und nicht erkennt, dass seine Tochter längst auf die schiefe Bahn geraten ist. Nur Grit war früher eine vorbildliche Schülerin und hat als begabte Zeichnerin sogar einen Preis gewonnen. Sie wollte Porzellanmalerin werden, doch waren ihre Noten in Mathe und anderen nicht-künstlerischen Fächern zu schlecht. Sie geriet unter den Einfluss von Sabine und ist seitdem rebellisch. Ihre schulischen Leistungen haben rapide nachgelassen.
Die Gruppe trifft sich jeden Abend zu Sauftouren, sei es in ihrer Lieblingskneipe oder im Jugendclub, der von Silvio geleitet wird. Alexander vermutet, dass Silvio hinter Sabine her ist, die er als seine Freundin betrachtet. Es kommt immer wieder zu kleineren Rangeleien zwischen Silvio und Alexander. Alexander bringt eines Tages den jungen Karsten mit in den Club, der sein Leben der Musik verschrieben hat. Er will Konzertpianist werden und gerät hin und wieder mit Alexander zusammen, wenn der in der Wohnung unter ihm mal wieder die Musik auf höchste Lautstärke stellt. Im Club zeigt sich, dass Silvio und Karsten gute Bekannte sind.
An einem anderen Tag trinkt die Gruppe exzessiv bei Schnalle und begibt sich anschließend zum Club. Silvio verweigert den betrunkenen Jugendlichen jedoch den Eintritt. Da Alexander zudem vermutet, dass Silvio mit Sabine flirtet, will er ihm einen Denkzettel verpassen. Er löst die Bolzen am Vorderrad von Silvios Motorrad. Der Zerstörungswut der Clique fallen an diesem Abend unter anderem eine Telefonzelle und ein Kinderspielplatz zum Opfer. Am Ende kehren alle in ihre Lieblingskneipe ein, wo sie ihre Getränke wie so oft mit den Münzen des geknackten Fernsprechers bezahlen. Die Ermittler können am nächsten Tag zahlreiche Spuren der Gruppe an den Tatorten sichern. Silvio hat unterdessen mit seiner manipulierten Schwalbe einen schweren Unfall. Er bleibt nahezu unverletzt, doch wird sein spontaner Mitfahrer Karsten mit zertrümmerter Hand ins Krankenhaus gebracht. Er wird nie wieder Klavier spielen können und denkt depressiv an Selbstmord. Als Alexander vom Unfall des ihm sympathischen Karsten hört, ist er verstört. Schnalle weist die Gruppe an, bei einer Befragung durch die Polizei zu schweigen. Tatsächlich sind die Ermittler der Clique auf die Spur gekommen. Alle fünf werden festgenommen. Die Spuren reichen aus, um ihnen die Taten zu beweisen, auch wenn die Cliquenmitglieder sich beim Verhör gegenseitig belasten. Die Geständnisse der Clique helfen Karsten jedoch nicht: Sein Lebenstraum ist zerstört.

## Produktion
Zerstörte Hoffnung wurde vom 15. Januar bis 11. Mai 1990 in Potsdam gedreht. Die Kostüme des Films schuf Marion Mentel, die Filmbauten stammen von Harry Leupold. Der Film erlebte am 6. Januar 1991 auf dem DFF seine Fernsehpremiere. Die Zuschauerbeteiligung lag bei 22 Prozent.
Es war die 145. Folge der Filmreihe Polizeiruf 110. Oberkommissar Jürgen Hübner ermittelte in seinem 63. Fall und Kommissar Lutz Zimmermann in seinem 25. und letzten Fall.
Zum Ende des Films sind im Originalton die Anfangssequenzen des letzten DDR-Qualifikationsspiels zur Fußball-Weltmeisterschaft 1990
in Italien zu sehen und zu hören. Das Spiel fand am 15. November 1989 um 18 Uhr in Wien (Österreich) statt.